# Omorgus rusticus
Omorgus rusticus är en skalbaggsart som beskrevs av Fahraeus 1857. Omorgus rusticus ingår i släktet Omorgus och familjen knotbaggar. Inga underarter finns listade i Catalogue of Life.